# 在ジュネーブ領事事務所
在ジュネーブ領事事務所（フランス語: Consulat du Japon à Genève、ドイツ語: Japanisches Konsulat in Genf、イタリア語: Consolato del Giappone a Ginevra、英語: Consulate of Japan in Geneva）は、スイス第二の都市ジュネーブに設置されている日本の領事事務所である。

## 沿革
- 1864年2月6日、14代将軍徳川家茂の治世において、日本瑞西国修好通商条約が締結される[5]
- 1879年、在フランス日本帝国公使館が在スイス日本帝国公使館との兼轄を開始する[6]
- 1916年、ベルンに在スイス日本帝国公使館が開設される[6]
- 在ジュネーブ日本帝国総領事館（在ジュネーヴ日本帝国総領事館）が開設される、総領事は国際労働機関（ILO）帝国事務所長などを兼轄し、様々な国際会議に参加した[7]
- 1945年8月15日、第二次世界大戦の敗戦により大日本帝国が崩壊する[8]、連合国に外交主権を奪われた日本はスイスとの国交が凍結、ジュネーブの総領事館の閉鎖を余儀なくされる
- 1952年4月12日、来たる日本国の独立に先駆けて「在外公館の名称及び位置を定める法律」が制定され、在スイス日本国公使館と共に在ジュネーブ日本国総領事館（在ジュネーヴ日本国総領事館）の設置が定められる[9]
- 1952年4月28日、サンフランシスコ平和条約の発効により日本国が独立、スイスは同条約の締結国ではないが日本が外交権を回復したことにより両国の外交関係が正式に再開される[10]
- 2010年1月1日、在ジュネーブ日本国総領事館が廃止され、代わりに在ジュネーブ出張駐在官事務所（在ジュネーヴ出張駐在官事務所）が開設される[11]
- 2014年8月1日、ジュネーブの出張駐在官事務所が在ジュネーブ領事事務所に改称される[12]

## 所在地
Rue de Lausanne 82, 1202 Genève, Suisse

## 管轄地域
ジュネーブ州、ヴォー州、ヴァレー州及びティチーノ州を管轄。